# Eszett en exposant
Cette page contient des caractères spéciaux ou non latins. S’ils s’affichent mal (▯, ?, etc.), consultez la page d’aide Unicode.
ß, appelée eszett en exposant, eszett supérieur ou lettre modificative eszett en exposant, est un symbole de certaines variantes la transcription phonétique Teuthonista. Il est formé de la ligature ß mise en exposant.

## Utilisation
L’eszett en exposant est utilisé dans la variante de la transcription Teuthonista utilisée dans le Lexikalisches Informationssystem Österreich, par exemple dans das da faiⁿ d' Auŋ nöd außafåˡön (la transcription de daß dir fein die Augen nicht herausfallen tel qu’enregistré à Niederkappel) ou si îst flïßßig (la transcription de Sie ist Flüssig
tel qu’enregistré à Wald im Pinzgau).

## Représentations informatiques
La lettre modificative eszett en exposant n’a pas été codé de manière standardisée et n’a pas de caractère Unicode.

## Sources
- (de) Universität Wien, Zentrum für Tanslationswissenschaft & Österreichische Akademie der Wissenschaften (ÖAW), « Das Lautschriftsystem », sur LIÖ – Lexikalisches Informationssystem Österreich